# Heo Sol-ji
Heo Sol-ji (hangul: 허솔지), även känd som Solji, född 10 januari 1989 i Seongnam, är en sydkoreansk sångerska.
Hon har varit medlem i den sydkoreanska tjejgruppen EXID sedan hon gick med gruppen 2012, senare under samma år som gruppen debuterade. Sedan 2013 har hon också varit med i undergruppen Dasoni tillsammans med den andra gruppmedlemmen Hani. Innan hon gick med EXID var hon medlem i tjejgruppen 2NB från 2006 till 2012. Under tiden med 2NB släppte hon även en del solomaterial 2008.
Solji har varit inaktiv med EXID sedan december 2016 på grund av hypertyreos och medverkade inte på gruppens senaste album Eclipse som släpptes i april 2017.

## Diskografi

### Album
| Albuminformation                                             | Topplacering          |
| Albuminformation                                             | Sydkorea (Gaon Chart) |
| ------------------------------------------------------------ | --------------------- |
| Challenge (Singelalbum) - Släppt: 15 januari 2008            | —                     |
| In Jongno (Singelalbum) - Släppt: 22 maj 2008                | —                     |
| Like That First Feeling (Singelalbum) - Släppt: 22 juli 2008 | —                     |

### Singlar
| År                | Titel                             | Topplacering          |
| År                | Titel                             | Sydkorea (Gaon Chart) |
| Solo              | Solo                              | Solo                  |
| ----------------- | --------------------------------- | --------------------- |
| 2008              | "Hate You"                        | —                     |
| 2008              | "The Day I Loved"                 | —                     |
| 2008              | "In Jongno"                       | —                     |
| 2008              | "Like That First Feeling"         | —                     |
| 2015              | "Shouldn't Have Treated You Well" | —                     |
| 2015              | "Today"                           | —                     |
| Dasoni (med Hani) |                                   |                       |
| 2013              | "Good Bye"                        | 71                    |
| 2013              | "Said So Often"                   | 188                   |
| 2016              | "Only One"                        | 24                    |

### Soundtrack
| År   | Titel                  | Topplacering          | Serie                                   |
| År   | Titel                  | Sydkorea (Gaon Chart) | Serie                                   |
| ---- | ---------------------- | --------------------- | --------------------------------------- |
| 2008 | "Love Shake"           | —                     | The Lawyers of The Great Republic Korea |
| 2010 | "You are Away from Me" | —                     | Wife Returns                            |
| 2016 | "You and I"            | —                     | Sweet Stranger and Me                   |